# アイドル (ノルウェー)
アイドル（Idol）はノルウェーのTV 2が放送されていたアイドルシリーズのノルウェー版。

## 概要
2003年2月に放送開始。第1シリーズではクルト・ニルセンがワールドアイドル優勝を果たす。司会、審査員はシーズンによって違うが、過去に5人のアイドルが誕生した。TV2は2009年からXファクターの放送を開始した。

## 歴代優勝者
- シリーズ1（2003年）：クルト・ニルセン
- シリーズ2（2004年）：Kjartan Salvesen
- シリーズ3（2005年）：Jorun Stiansen
- シリーズ4（2006年）：アレクサンダー・ウィズ
- シリーズ5（2007年）：グレン・リーセ
- シリーズ6（2011年）：Jenny Langlo

## 外部サイト
- Idol公式サイト